# 长葛站
长葛站是一个京广铁路上的铁路车站，位于中华人民共和国河南省长葛市和尚桥镇，建于1904年，目前为三等站，距北京西站753公里，距广州站1541公里，目前客运：办理旅客乘降；行李、包裹托运；货运：办理整车、零担货物发到。

## 旅客列车目的地
截至2021年5月，长葛站每日停靠5个旅客列车车次，均为过路车，列车车次及目的地如下表：
| 目的地   | 车次  | 所属路局       |
| -------- | ----- | -------------- |
| 包头     | K600  | 呼和浩特局集团 |
| 广州白云 | K225  | 兰州局集团     |
| 新乡     | K458  | 郑州局集团     |
| 兰州     | K226  | 兰州局集团     |
| 郑州     | K1628 | 南宁局集团     |